# Paratritania alternans
Paratritania alternans (Aurivillius, 1920) è un coleottero della famiglia Cerambycidae. È l'unica specie nota del genere Paratritania Breuning, 1961.